# Piña
Pour les articles homonymes, voir Piña (homonymie).
La piña, aussi appelé le pinâ, est une fibre fabriquée à partir des feuilles d'ananas et est communément utilisée aux Philippines. Elle est parfois combinée à de la soie ou du polyester pour former du tissu textile. Le nom provient du mot espagnol piña, signifiant ananas.

## Méthode de fabrication

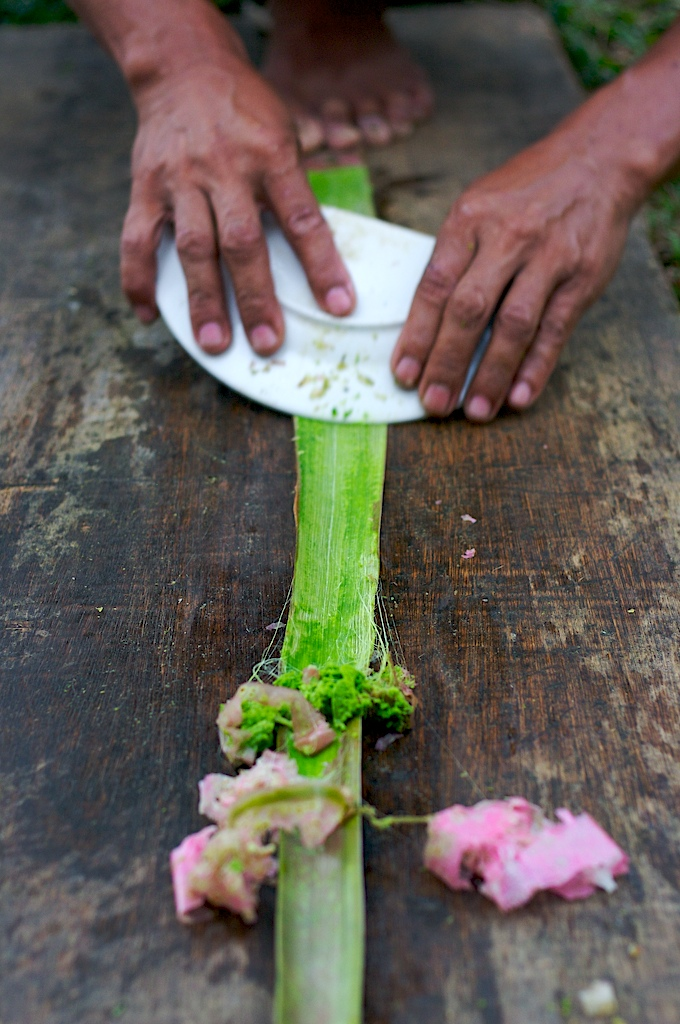
La feuille d'ananas est raclée pour en révéler les fibres.

Pour fabriquer la piña, les feuilles d'ananas sont découpées sur la plante. Ensuite, on tire sur la fibre pour la détacher de la feuille. La plupart des fibres sont longues et légèrement raides. Chaque fibre est grattée à la main et est nouée une par une pour former un fil continu qui peut être tissé à la main pour en faire un tissu.

## Producteurs
La principale et la plus ancienne manufacture de tissu en piña se trouve à Kalibo, dans la province d'Aklan. Sa production est exportée dans diverses régions du monde, tout particulièrement en Amérique du Nord et en Europe. Le tissage de la piña est une tradition ancienne qui a été remise au goût du jour récemment, durant les vingt dernières années.
La soie d'ananas, considérée comme étant la reine des étoffes philippines, est un tissu de choix de l'élite philippine. Durant le sommet de l'APEC de 1996 qui s'est tenu aux Philippines, les leaders du monde entier ont revêtu des barong tagalog en piña de Kalibo pour la photo de groupe.
Les producteurs de piña sont La Herminia Piña Weaving Industry, Malabon Pina Producers and Weavers Association, Reycon's Piña Cloth and Industry, et Rurungan sa Tubod Foundation.

## Utilisation
Aux Philippines, la principale utilisation des tissus en piña est la création de barong tagalog et d'autres  tenues de cérémonie. Ils sont aussi utilisés pour fabriquer des linges de table, des sacs, des napperons et d'autres vêtements ; on les emploie dès qu'il est nécessaire d'avoir un tissu léger, mais raide et transparent.

## Reconnaissance
« Le tissage à la main de la piña des Aklanons » est inscrit sur la liste représentative du patrimoine culturel immatériel de l'humanité par l'UNESCO en décembre 2023.